# Liste des lieux patrimoniaux de la municipalité régionale de Waterloo
Cet article recense les lieux patrimoniaux de la municipalité régionale de Waterloo inscrits au répertoire des lieux patrimoniaux du Canada, qu'ils soient de niveau provincial, fédéral ou municipal.

## Liste
| [ 1 ] | Lieu patrimonial                                                   | Illustration                                                       | Municipalité   | Adresse                     | Coordonnées      | No    | Constr. | Prot.                                    | Rec. | Notes |
| ----- | ------------------------------------------------------------------ | ------------------------------------------------------------------ | -------------- | --------------------------- | ---------------- | ----- | ------- | ---------------------------------------- | ---- | ----- |
| F     | Ancien bureau de poste de Galt                                     | Ancien bureau de poste de Galt                                     | Cambridge      | 12 1/2 Water Street South   | 43.3601 -80.3151 | 13139 | 1887    | LHN                                      | 1983 |       |
| M     | Black Bridge                                                       | Black Bridge                                                       | Cambridge      | 8, Black Bridge Road        | 43.4495 -80.3116 | 10789 | 1916    | Municipal Heritage Designation (Part IV) | 2003 |       |
| P     | Cambridge City Hall                                                | Téléverser                                                         | Cambridge      | 46, Dickson Street          | 43.3601 -80.3127 | 7606  | 1858    | Ontario Heritage Foundation Easement     | 1989 |       |
| M     | Cambridge Farmer's Market                                          | Téléverser                                                         | Cambridge      | 40, Dickson Street          | 43.3599 -80.3134 | 9766  | 1887    | Municipal Heritage Designation (Part IV) | 1984 |       |
| M     | Cambridge Main Street Bridge                                       | Cambridge Main Street Bridge                                       | Cambridge      | 0, Main Street              | 43.3588 -80.3166 | 10817 | 1931    | Municipal Heritage Designation (Part IV) | 1982 |       |
| M     | Dickson Public School                                              | Dickson Public School                                              | Cambridge      | 65, St. Andrew Street       | 43.3554 -80.3207 | 10132 | 1877    | Municipal Heritage Designation (Part IV) | 1983 |       |
| M     | Duncan Ferguson Homestead                                          | Téléverser                                                         | Cambridge      | 71, Cowan Boulevard         | 43.3836 -80.2943 | 10135 | 1856    | Municipal Heritage Designation (Part IV) | 1983 |       |
| M     | Ferguson Cottage                                                   | Téléverser                                                         | Cambridge      | 37, Grand Avenue S.         | 43.3565 -80.3175 | 11218 |         | Municipal Heritage Designation (Part IV) | 1981 |       |
| P     | First Delta Baptist Church                                         | Téléverser                                                         | Cambridge      | 47, Water Street            | 43.3569 -80.315  | 10487 | 1887    | Ontario Heritage Foundation Easement     | 1984 |       |
| M     | First Delta Baptist Church                                         | Téléverser                                                         | Cambridge      | 47, Water Street S.         | 43.3569 -80.3154 | 11221 | 1887    | Municipal Heritage Designation (Part IV) | 1984 |       |
| M     | Galt Collegiate Institute                                          | Galt Collegiate Institute                                          | Cambridge      | 210, Water Street           | 43.3691 -80.3171 | 10092 | 1854    | Municipal Heritage Designation (Part IV) | 1983 |       |
| M     | Galt Fire Department Hall                                          | Téléverser                                                         | Cambridge      | 56, Dickson Street          | 43.3599 -80.3122 | 10093 | 1898    | Municipal Heritage Designation (Part IV) | 1984 |       |
| M     | Galt Public Utilities Commission Building                          | Téléverser                                                         | Cambridge      | 62, Dickson Street          | 43.3598 -80.3116 | 10095 | 1922    | Municipal Heritage Designation (Part IV) | 2000 |       |
| F     | Gare ferroviaire du Canadien Pacifique                             | Téléverser                                                         | Cambridge      | 10 Front Street             | 43.368 -80.316   | 4524  | 1900    | GFP                                      | 1991 |       |
| M     | Hespeler Town Hall                                                 | Téléverser                                                         | Cambridge      | 11, Tannery Street E.       | 43.4308 -80.3095 | 11634 | 1914    | Municipal Heritage Designation (Part IV) | 2001 |       |
| M     | Landreth Cottage                                                   | Téléverser                                                         | Cambridge      | 84, Water Street South      | 43.3623 -80.3152 | 13719 | 1867    | Municipal Heritage Designation (Part IV) | 1986 |       |
| F     | Manège militaire                                                   | Manège militaire                                                   | Cambridge      | Ainslie Street South        | 43.358 -80.3131  | 4685  | 1915    | ÉFP reconnu                              | 1987 |       |
| M     | Middleton Water Pumping Station                                    | Téléverser                                                         | Cambridge      | 60, MIddleton Street        | 43.3471 -80.3183 | 13720 | 1891    | Municipal Heritage Designation (Part IV) | 1997 |       |
| M     | Morris C. Lutz House                                               | Téléverser                                                         | Cambridge      | 60, Water Street North      | 43.3614 -80.3153 | 9895  | 1851    | Municipal Heritage Designation (Part IV) | 1981 |       |
| M     | Pioneer Pergola                                                    | Téléverser                                                         | Cambridge      | 0, St. Andrews Street       | 43.3554 -80.3207 | 11891 | 1907    | Municipal Heritage Designation (Part IV) | 1984 |       |
| M     | Riverside Park Gates                                               | Téléverser                                                         | Cambridge      | 0, King Street East         | 43.4 -80.3662    | 15304 | 1922    | Municipal Heritage Designation (Part IV) | 1193 |       |
| M     | 150 Water Street South                                             | 150 Water Street South                                             | Kitchener      | 150, Water Street S.        | 43.4476 -80.498  | 9990  | 1910    | Municipal Heritage Designation (Part IV) | 1984 |       |
| M     | 307 Queen Street South                                             | 307 Queen Street South                                             | Kitchener      | 307, Queen Street S.        | 43.4463 -80.4926 | 10684 | 1879    | Municipal Heritage Designation (Part IV) | 1988 |       |
| M     | 3734 King Street East                                              | 3734 King Street East                                              | Kitchener      | 3734, King Street East      | 43.4208 -80.4098 | 14866 |         | Municipal Heritage Designation (Part IV) | 1988 |       |
| M     | 39 Doon Valley Drive                                               | 39 Doon Valley Drive                                               | Kitchener      | 39, Doon Valley Drive       | 43.3896 -80.4154 | 10685 | 1840    | Municipal Heritage Designation (Part IV) | 1991 |       |
| M     | 41 Bloomingdale Road                                               | Téléverser                                                         | Kitchener      | 41, Bloomingdale            | 43.4818 -80.4759 | 14882 |         | Municipal Heritage Designation (Part IV) | 1989 |       |
| M     | 45 King Street West                                                | 45 King Street West                                                | Kitchener      | 45, King                    | 43.45 -80.49     | 15112 |         | Municipal Heritage Designation (Part IV) | 1990 |       |
| M     | 883 Doon Village Road                                              | Téléverser                                                         | Kitchener      | 883, Doon Village Road      | 43.3912 -80.4399 | 14885 |         | Municipal Heritage Designation (Part IV) | 1984 |       |
| F     | Ancienne gare ferroviaire du Canadien National(VIA Rail)           | Ancienne gare ferroviaire du Canadien National(VIA Rail)           | Kitchener      | 126 Weber Street            | 43.456 -80.493   | 4571  | 1897    | GFP                                      | 1992 |       |
| M     | Betzner Farmstead                                                  | Téléverser                                                         | Kitchener      | 437, Pioneer Tower Road     | 43.4042 -80.4196 | 9069  |         | Municipal Heritage Designation (Part IV) | 2003 |       |
| M     | Bridgeport Free Church                                             | Bridgeport Free Church                                             | Kitchener      | 76, Bloomingdale            | 43.4825 -80.4735 | 14981 | 1848    | Municipal Heritage Designation (Part IV) | 1980 |       |
| M     | Canadian Imperial Bank of Commerce (CIBC) Building                 | Canadian Imperial Bank of Commerce (CIBC) Building                 | Kitchener      | 1, King                     | 43.4496 -80.4891 | 14965 | 1885    | Municipal Heritage Designation (Part IV) | 1988 |       |
| M     | David Weber House                                                  | Téléverser                                                         | Kitchener      | 69, Biehn                   | 43.3955 -80.4554 | 15109 |         | Municipal Heritage Designation (Part IV) | 1982 |       |
| F     | Édifice fédéral                                                    | Téléverser                                                         | Kitchener      | 15 Duke Street              | 43.4504 -80.4878 | 4804  | 1938    | ÉFP reconnu                              | 1990 |       |
| M     | Freeport Bridge                                                    | Freeport Bridge                                                    | Kitchener      | 0, King Street              | 43.4231 -80.411  | 8068  | 1926    | Municipal Heritage Designation (Part IV) | 2001 |       |
| M     | Haalboom Home                                                      | Téléverser                                                         | Kitchener      | 1165, Doon Village Road     | 43.3888 -80.4298 | 9217  | 1884    | Municipal Heritage Designation (Part IV) | 1983 |       |
| M     | Homer Watson House and Gallery                                     | Homer Watson House and Gallery                                     | Kitchener      | 1754, Old Mill Road         | 43.3945 -80.4181 | 10969 | 1834    | Municipal Heritage Designation (Part IV) | 1980 |       |
| F     | Immeuble de Gouvernement du Canada                                 | Téléverser                                                         | Kitchener      | 166 Frederick Street        | 43.4531 -80.484  | 4268  | 1957    | ÉFP reconnu                              | 1999 |       |
| M     | Kaufman Rubber Company Ltd.                                        | Kaufman Rubber Company Ltd.                                        | Kitchener      | 410, King Street W.         | 43.4525 -80.4966 | 15469 | 1925    | Municipal Heritage Designation (Part IV) | 1996 |       |
| F     | Maison                                                             | Téléverser                                                         | Kitchener      | 528 Wellington Street North | 43.4635 -80.4807 | 9951  | 1952    | ÉFP reconnu                              | 1993 |       |
| F     | Maison Joseph-Schneider                                            | Maison Joseph-Schneider                                            | Kitchener      | 466 Queen Street South      | 43.4446 -80.4947 | 1145  | 1816    | LHN                                      | 1998 |       |
| F     | Maison Homer-Watson / école des beaux arts Doon                    | Maison Homer-Watson / école des beaux arts Doon                    | Kitchener      | 1754 Old Mill Road          | 43.394 -80.4171  | 1143  | 1834    | LHN                                      | 1980 |       |
| M     | Public Utilities Commission Building                               | Public Utilities Commission Building                               | Kitchener      | 191, King Street W.         | 43.451 -80.4928  | 15474 | 1932    | Municipal Heritage Designation (Part IV) | 1984 |       |
| M     | Registry Theatre                                                   | Registry Theatre                                                   | Kitchener      | 122, Frederick Street       | 43.4515 -80.4861 | 12427 | 1939    | Municipal Heritage Designation (Part IV) | 1991 |       |
| M     | Schoerg Homestead                                                  | Téléverser                                                         | Kitchener      | 381, Pioneer Tower Road     | 43.4061 -80.4092 | 9898  |         | Municipal Heritage Designation (Part IV) | 2003 |       |
| M     | Shoemaker House                                                    | Téléverser                                                         | Kitchener      | 38, Shirk                   | 43.4818 -80.4859 | 14964 | 1840    | Municipal Heritage Designation (Part IV) | 1984 |       |
| M     | Simpson Block                                                      | Simpson Block                                                      | Kitchener      | 117, King                   | 43.4505 -80.4914 | 14982 | 1895    | Municipal Heritage Designation (Part IV) | 1985 |       |
| M     | Sonneck House                                                      | Sonneck House                                                      | Kitchener      | 108, Queen Street N.        | 43.4487 -80.4904 | 15476 | 1874    | Municipal Heritage Designation (Part IV) | 1986 |       |
| M     | St. Jerome's College/High School                                   | St. Jerome's College/High School                                   | Kitchener      | 120, Duke Street W.         | 43.4523 -80.492  | 15472 | 1909    | Municipal Heritage Designation (Part IV) | 1993 |       |
| M     | Stauffer Log House                                                 | Téléverser                                                         | Kitchener      | 393, Tilt                   | 43.3771 -80.4386 | 15111 |         | Municipal Heritage Designation (Part IV) | 2003 |       |
| M     | Steckle Homestead                                                  | Téléverser                                                         | Kitchener      | 811, Bleams Road            | 43.4045 -80.485  | 13245 | 1850    | Municipal Heritage Designation (Part IV) | 1983 |       |
| F     | Tour commémorative de pionnier de Waterloo                         | Tour commémorative de pionnier de Waterloo                         | Kitchener      | 300 Lookout Lane            | 43.4001 -80.4163 | 3297  | 1926    | ÉFP classé                               | 1989 |       |
| M     | Victoria Public School                                             | Victoria Public School                                             | Kitchener      | 25, Joseph Street           | 43.4486 -80.492  | 15475 | 1911    | Municipal Heritage Designation (Part IV) | 1988 |       |
| M     | Walper Terrace Hotel                                               | Walper Terrace Hotel                                               | Kitchener      | 1, King Street West         | 43.4497 -80.4893 | 10659 | 1893    | Municipal Heritage Designation (Part IV) | 1983 |       |
| M     | Waterloo County Jail and Governor's House                          | Waterloo County Jail and Governor's House                          | Kitchener      | 73, Queen Street            | 43.4525 -80.4868 | 9216  | 1853    | Municipal Heritage Designation (Part IV) | 1981 |       |
| M     | Weber Block                                                        | Weber Block                                                        | Kitchener      | 37, King                    | 43.4499 -80.49   | 14984 |         | Municipal Heritage Designation (Part IV) | 1990 |       |
| M     | Williamsburg School                                                | Téléverser                                                         | Kitchener      | 1385, Bleams                | 43.4011 -80.4992 | 14985 | 1864    | Municipal Heritage Designation (Part IV) | 1987 |       |
| F     | Woodside                                                           | Woodside                                                           | Kitchener      | 528 Wellington Street North | 43.4635 -80.4805 | 12767 | 1853    | LHN                                      | 1952 |       |
| M     | Woolner Farmstead                                                  | Téléverser                                                         | Kitchener      | 748, Zeller Drive           | 43.4505 -80.4229 | 9047  | 1830    | Municipal Heritage Designation (Part IV) | 1998 |       |
| M     | Bahnsen-Bierstock-Marsland House                                   | Bahnsen-Bierstock-Marsland House                                   | Waterloo       | 47, Albert                  | 43.4666 -80.5244 | 14366 | 1924    | Municipal Heritage Designation (Part IV) | 1999 |       |
| M     | Bean-Wright House                                                  | Bean-Wright House                                                  | Waterloo       | 73, George Street           | 43.4638 -80.5171 | 10782 | 1882    | Municipal Heritage Designation (Part IV) | 1982 |       |
| M     | Burkhardt House                                                    | Burkhardt House                                                    | Waterloo       | 7, Central Street           | 43.4698 -80.5238 | 10802 | 1849    | Municipal Heritage Designation (Part IV) | 1979 |       |
| M     | The Button Factory                                                 | The Button Factory                                                 | Waterloo       | 25, Regina Street           | 43.4639 -80.5208 | 14751 | 1886    | Municipal Heritage Designation (Part IV) | 1982 |       |
| M     | Charlie Voelker House                                              | Charlie Voelker House                                              | Waterloo       | 29, Spring Street West      | 43.4688 -80.526  | 10901 | 1947    | Municipal Heritage Designation (Part IV) | 2004 |       |
| M     | Elam Martin Farmstead                                              | Téléverser                                                         | Waterloo       | 0, Woolwich Street          | 43.5226 -80.4951 | 8064  | 1856    | Municipal Heritage Designation (Part IV) | 2001 |       |
| M     | Elizabeth Ziegler Public School                                    | Elizabeth Ziegler Public School                                    | Waterloo       | 90, Moore Avenue South      | 43.4653 -80.5134 | 9721  | 1931    | Municipal Heritage Designation (Part IV) | 1985 |       |
| M     | Elsworthy-Elgie House                                              | Elsworthy-Elgie House                                              | Waterloo       | 88, Fountain Street         | 43.4692 -80.5258 | 11033 | 1896    | Municipal Heritage Designation (Part IV) | 2001 |       |
| M     | Erb-Kumpf House                                                    | Téléverser                                                         | Waterloo       | 172, King Street S.         | 43.4609 -80.5201 | 11185 |         | Municipal Heritage Designation (Part IV) | 1979 |       |
| M     | Good-Shantz-Bosch House                                            | Good-Shantz-Bosch House                                            | Waterloo       | 157, Albert Street          | 43.4715 -80.5294 | 14749 | 1846    | Municipal Heritage Designation (Part IV) | 1985 |       |
| M     | Haas-Pemberton House                                               | Téléverser                                                         | Waterloo       | 45, Young Street W          | 43.4476 -80.498  | 11023 | 1903    | Municipal Heritage Designation (Part IV) | 2004 |       |
| M     | Hilliard House                                                     | Hilliard House                                                     | Waterloo       | 88, William                 | 43.4585 -80.5251 | 14446 | 1880    | Municipal Heritage Designation (Part IV) | 1979 |       |
| M     | Huether Hotel                                                      | Huether Hotel                                                      | Waterloo       | 59, King Street             | 43.467 -80.5231  | 8281  | 1855    | Municipal Heritage Designation (Part IV) | 1988 |       |
| M     | J.E. Seagram's Distillery Administration and Maintenance Buildings | J.E. Seagram's Distillery Administration and Maintenance Buildings | Waterloo       | 83, Erb Street W.           | 43.4635 -80.527  | 11652 | 1851    | Municipal Heritage Designation (Part IV) | 1997 |       |
| M     | John E. Brubacher House                                            | John E. Brubacher House                                            | Waterloo       | 0, Columbia Street West     | 43.4727 -80.5523 | 9893  | 1850    | Municipal Heritage Designation (Part IV) | 1975 |       |
| M     | Kuntz-Eckert House                                                 | Téléverser                                                         | Waterloo       | 156, King Street S.         | 43.4615 -80.5206 | 11679 |         | Municipal Heritage Designation (Part IV) | 1988 |       |
| M     | Kuntz-Labatt's House                                               | Kuntz-Labatt's House                                               | Waterloo       | 167, King Street S.         | 43.4609 -80.5204 | 11680 |         | Municipal Heritage Designation (Part IV) | 1978 |       |
| M     | Market Hotel                                                       | Market Hotel                                                       | Waterloo       | 12, Dupont Street           | 43.466 -80.5237  | 14750 |         | Municipal Heritage Designation (Part IV) | 1997 |       |
| M     | McLaughlin House                                                   | Téléverser                                                         | Waterloo       | 20, Menno Street            | 43.4627 -80.5286 | 11824 | 1867    | Municipal Heritage Designation (Part IV) | 1981 |       |
| M     | Mutual Life Assurance Co. of Canada Building                       | Mutual Life Assurance Co. of Canada Building                       | Waterloo       | 227, King Street South      | 43.4585 -80.5161 | 11829 | 1912    | Municipal Heritage Designation (Part IV) | 1979 |       |
| M     | Nixon House                                                        | Nixon House                                                        | Waterloo       | 81, Norman Street           | 43.4582 -80.5237 | 11831 |         | Municipal Heritage Designation (Part IV) | 1981 |       |
| M     | Reitzel House                                                      | Reitzel House                                                      | Waterloo       | 147, Avondale Ave. S.       | 43.4557 -80.5232 | 15480 | 1925    | Municipal Heritage Designation (Part IV) | 1992 |       |
| M     | Richber House                                                      | Richber House                                                      | Waterloo       | 222, Mary Street            | 43.46 -80.5165   | 12434 | 1859    | Municipal Heritage Designation (Part IV) | 1986 |       |
| M     | Rudy-Snyder House                                                  | Téléverser                                                         | Waterloo       | 268, Southampton Place      | 43.4441 -80.5487 | 14752 | 1847    | Municipal Heritage Designation (Part IV) | 1977 |       |
| M     | Rummelhardt School                                                 | Rummelhardt School                                                 | Waterloo       | 600, Erb Street             | 43.4483 -80.5655 | 12846 | 1867    | Municipal Heritage Designation (Part IV) | 2000 |       |
| M     | Schiel-Patterson House                                             | Schiel-Patterson House                                             | Waterloo       | 115, William                | 43.4576 -80.5264 | 14576 | 1989    | Municipal Heritage Designation (Part IV) | 1993 |       |
| M     | Snyder-Hahn Building                                               | Téléverser                                                         | Waterloo       | 4, King Street              | 43.4476 -80.498  | 13168 | 1857    | Municipal Heritage Designation (Part IV) | 1986 |       |
| M     | Snyder-Seagram House                                               | Snyder-Seagram House                                               | Waterloo       | 50, Albert Street           | 43.4672 -80.525  | 11870 | 1903    | Municipal Heritage Designation (Part IV) | 1983 |       |
| M     | The Pumping Station                                                | The Pumping Station                                                | Waterloo       | 17, William Street          | 43.4617 -80.5057 | 13243 | 1899    | Municipal Heritage Designation (Part IV) | 1990 |       |
| M     | The Waterloo Hotel                                                 | The Waterloo Hotel                                                 | Waterloo       | 4, King Street              | 43.4653 -80.5224 | 14747 | 1890    | Municipal Heritage Designation (Part IV) | 1990 |       |
| M     | Voelker House                                                      | Voelker House                                                      | Waterloo       | 36, Young Street W.         | 43.4682 -80.5257 | 10602 | 1849    | Municipal Heritage Designation (Part IV) | 1977 |       |
| M     | Waterloo Post Office                                               | Waterloo Post Office                                               | Waterloo       | 35, King Street N.          | 43.4661 -80.5229 | 10594 | 1913    | Municipal Heritage Designation (Part IV) | 1988 |       |
| M     | Waterloo Train Station                                             | Waterloo Train Station                                             | Waterloo       | 20, Regina Street S.        | 43.4646 -80.521  | 10593 | 1910    | Municipal Heritage Designation (Part IV) | 1995 |       |
| M     | Wissler House                                                      | Téléverser                                                         | Waterloo       | 438, Malabar Drive          | 43.5046 -80.5001 | 10658 | 1842    | Municipal Heritage Designation (Part IV) | 1983 |       |
| M     | Forrest House                                                      | Téléverser                                                         | Wellesley (en) | 2086, Perth Line            | 43.4789 -80.8225 | 11627 | 1894    | Municipal Heritage Designation (Part IV) | 2000 |       |
| M     | Frenzel-Kuebart House                                              | Téléverser                                                         | Wellesley (en) | 3851, Weimar Line           | 43.4878 -80.6733 | 15227 |         | Municipal Heritage Designation (Part IV) | 1991 |       |
| M     | Hastings Belmont House                                             | Téléverser                                                         | Wellesley (en) | 4862, William Hastings Line | 43.5311 -80.7423 | 11631 | 1861    | Municipal Heritage Designation (Part IV) | 1985 |       |
| M     | Old School                                                         | Old School                                                         | Wellesley (en) | 1137, Henry Street          | 43.4784 -80.7643 | 9896  | 1898    | Municipal Heritage Designation (Part IV) | 1989 |       |
| M     | Queen's Tavern                                                     | Queen's Tavern                                                     | Wellesley (en) | 1215, Queen's Bush Road     | 43.4778 -80.7673 | 12078 | 1855    | Municipal Heritage Designation (Part IV) | 1986 |       |
| M     | Reiner House                                                       | Reiner House                                                       | Wellesley (en) | 19, Doering Street          | 43.4738 -80.7638 | 15218 | 1867    | Municipal Heritage Designation (Part IV) | 1984 |       |
| M     | St. John's Lutheran Church                                         | St. John's Lutheran Church                                         | Wellesley (en) | 4260, Hessen Strasse        | 43.5088 -80.7015 | 9722  | 1872    | Municipal Heritage Designation (Part IV) | 2003 |       |
| M     | The Ament-Burrell House                                            | Téléverser                                                         | Wellesley (en) | 70, Arthur Road             | 43.5208 -80.6235 | 15232 | 1858    | Municipal Heritage Designation (Part IV) | 1986 |       |
| M     | Wellesley Township Hall                                            | Wellesley Township Hall                                            | Wellesley (en) | 4805, William Hastings Line | 43.5308 -80.7417 | 9720  | 1855    | Municipal Heritage Designation (Part IV) | 1987 |       |
| M     | Baden Hotel                                                        | Baden Hotel                                                        | Wilmot (en)    | 39, Snyder's Road West      | 43.4034 -80.6705 | 10080 | 1874    | Municipal Heritage Designation (Part IV) | 2003 |       |
| M     | Blue Moon                                                          | Blue Moon                                                          | Wilmot (en)    | 1677, Snyder's Road         | 43.4135 -80.6044 | 9989  |         | Municipal Heritage Designation (Part IV) | 1988 |       |
| F     | Castle Kilbride                                                    | Castle Kilbride                                                    | Wilmot (en)    | 60, chemin Snyder Ouest     | 43.4038 -80.6693 | 11938 | 1878    | LHN                                      | 1993 | [ 3 ] |
| M     | Castle Kilbride                                                    | Castle Kilbride                                                    | Wilmot (en)    | 60, Snyder's Road W         | 43.4032 -80.6714 | 10077 | 1877    | Municipal Heritage Designation (Part IV) | 1985 | [ 4 ] |
| M     | Christner House                                                    | Téléverser                                                         | Wilmot (en)    | 1379, Christner Road        | 43.3942 -80.727  | 10898 | 1857    | Municipal Heritage Designation (Part IV) | 1989 |       |
| M     | Doctor's House                                                     | Téléverser                                                         | Wilmot (en)    | 27, Mill Street             | 43.3187 -80.5306 | 10955 |         | Municipal Heritage Designation (Part IV) | 1991 |       |
| M     | Gingerich Property                                                 | Téléverser                                                         | Wilmot (en)    | 1, Shadybrook Court         | 43.3775 -80.5311 | 10835 |         | Municipal Heritage Designation (Part IV) | 1993 |       |
| M     | Hamilton Bank Building                                             | Hamilton Bank Building                                             | Wilmot (en)    | 98, Peel Street             | 43.3781 -80.7095 | 11628 | 1905    | Municipal Heritage Designation (Part IV) | 1987 |       |
| M     | Henry Killer Farmstead                                             | Téléverser                                                         | Wilmot (en)    | 2541, Nafziger Road         | 43.4091 -80.7076 | 11633 |         | Municipal Heritage Designation (Part IV) | 1995 |       |
| M     | Hostetler House                                                    | Téléverser                                                         | Wilmot (en)    | 1145, Christner Road        | 43.3966 -80.7054 | 11650 | 1860    | Municipal Heritage Designation (Part IV) | 1989 |       |
| M     | Martini House                                                      | Téléverser                                                         | Wilmot (en)    | 1634, Snyder's Road E.      | 43.4131 -80.607  | 11751 | 1866    | Municipal Heritage Designation (Part IV) | 1997 |       |
| M     | New Hamburg Heritage Conservation District                         | Téléverser                                                         | Wilmot (en)    |                             | 43.3781 -80.7095 | 11830 | 1939    | Municipal Heritage Designation (Part IV) | 1992 |       |
| M     | Shantz Country Cupboard                                            | Téléverser                                                         | Wilmot (en)    | 1828, Notre Dame Road       | 43.4171 -80.6091 | 12848 | 1854    | Municipal Heritage Designation (Part IV) | 1990 |       |
| M     | The Emporium                                                       | Téléverser                                                         | Wilmot (en)    | 169, Front Street           | 43.3515 -80.5356 | 13223 | 1887    | Municipal Heritage Designation (Part IV) | 1985 |       |
| M     | Wagler Property                                                    | Téléverser                                                         | Wilmot (en)    | 1138, Snyder's Road W.      | 43.4026 -80.6773 | 10601 | 1857    | Municipal Heritage Designation (Part IV) | 1992 |       |
| M     | Waterlot                                                           | Waterlot                                                           | Wilmot (en)    | 17, Huron Street            | 43.3783 -80.71   | 9049  | 1847    | Municipal Heritage Designation (Part IV) | 1987 |       |
| M     | William J. Scott House                                             | Téléverser                                                         | Wilmot (en)    | 3332, Bleams Road           | 43.3782 -80.6775 | 9983  | 1858    | Municipal Heritage Designation (Part IV) | 1986 |       |
| M     | Zoeller House                                                      | Téléverser                                                         | Wilmot (en)    | 2791, Bleams Road East      | 43.3764 -80.6938 | 10605 |         | Municipal Heritage Designation (Part IV) | 1997 |       |
| M     | Bristow's Inn                                                      | Téléverser                                                         | Woolwich (en)  | 80, Arthur                  | 43.5955 -80.5609 | 14579 |         | Municipal Heritage Designation (Part IV) | 1989 |       |
| M     | Conestogo United Church                                            | Conestogo United Church                                            | Woolwich (en)  | 1790, Sawmill Road          | 43.5409 -80.4979 | 10263 | 1878    | Municipal Heritage Designation (Part IV) | 1980 |       |
| M     | Dunke House                                                        | Téléverser                                                         | Woolwich (en)  | 2, William Street           | 43.6011 -80.5575 | 15191 | 1891    | Municipal Heritage Designation (Part IV) | 1984 |       |
| M     | Gore Park Bandstand                                                | Téléverser                                                         | Woolwich (en)  | 68, Arthur Street S.        | 43.5972 -80.5601 | 10933 | 1912    | Municipal Heritage Designation (Part IV) | 1986 |       |
| M     | John B. Snyder House                                               | John B. Snyder House                                               | Woolwich (en)  | 24, Queensway Drive         | 43.5331 -80.5558 | 11651 | 1879    | Municipal Heritage Designation (Part IV) | 1992 |       |
| M     | McDonald House                                                     | Téléverser                                                         | Woolwich (en)  | 13, Katherine Street N.     | 43.56 -80.4685   | 11823 |         | Municipal Heritage Designation (Part IV) | 1989 |       |
| M     | Pont couvert de West Montrose                                      | Pont couvert de West Montrose                                      | Woolwich (en)  | Covered Bridge Drive        | 43.5859 -80.4818 | 8291  | 1881    | Municipal Heritage Designation (Part IV) | 2007 |       |
| M     | Steiner Residence                                                  | Téléverser                                                         | Woolwich (en)  | 1401, King Street           | 43.539 -80.5536  | 13190 |         | Municipal Heritage Designation (Part IV) | 1994 |       |
| M     | Swope House                                                        | Téléverser                                                         | Woolwich (en)  | 52, Hill Street             | 43.5868 -80.5868 | 10053 |         | Municipal Heritage Designation (Part IV) | 1986 |       |